# Isabelle Caullery
Pour les articles homonymes, voir Caullery.
Isabelle Caullery, née Isabelle Ravend le 17 août 1955 à Bordeaux, est une femme politique française.

## Biographie
Elle passe sa jeunesse à Neuilly-sur-Seine et rencontre à quatorze ans Nicolas Sarkozy[réf. nécessaire]. Quelques années plus tard ils se retrouvent sur les bancs de l'université Paris X Nanterre.
Elle devient déléguée jeune de Neuilly en 1976, puis, tout en terminant son DEA de droit des affaires, elle devient Déléguée nationale-adjointe à partir de 1977 et membre du Comité central du RPR où l’a poussé Charles Pasqua, qu’elle a rencontré au centre national. De ses fonctions au sein des jeunes RPR on peut retenir de nombreux discours, qui pour certains eurent un écho plus large que l’enceinte du Rassemblement, comme son discours sur l’Europe de 1979 reproduit en intégralité dans le Monde. 
La même année, Isabelle Ravend devient Caullery et interrompt son activité politique. En 1983 elle devient Secrétaire de la section de Neuilly, Secrétaire de circonscription (Neuilly/Puteaux) en 1985 puis secrétaire de circonscription à partir de 1993 de Courbevoie/La-Garenne-Colombes/Bois-Colombes et par ailleurs responsable de la Fédération RPR des Hauts-de-Seine.
De 1993 à 1995, elle est chargée de mission auprès de Charles Pasqua, alors ministre d'État. En 1999, elle est élue députée européenne sur la liste du Rassemblement pour la France, à la suite de Charles Pasqua et Philippe de Villiers. 
Adhérente de l'UMP dès sa fondation, elle est de 2002 à 2005 secrétaire nationale chargée de la Francophonie au sein de l'UMP et membre du bureau politique. En 2004, elle est deuxième sur la liste de Charles Pasqua aux élections sénatoriales dans les Hauts-de-Seine.
Isabelle Caullery est d'octobre 2008 à juin 2009 directrice de la publication du journal Neuilly 92.
Elle est élue au second tour conseillère générale des Hauts-de-Seine lors de l'élection cantonale partielle à La Garenne-Colombes, en mars 2010, en remplacement de Philippe Juvin, démissionnaire pour cause de cumul de mandats. Elle est élue pour moins de dix mois. En septembre 2010, Isabelle Caullery apparaît sur la première liste des candidatures publiée par l'UMP pour les élections cantonales qui se déroulent en mars 2011.
Présidente de Nation et progrès, un mouvement associé à l'UMP.

## Détail des mandats
- 1989 : conseillère municipale de La Garenne-Colombes, déléguée aux affaires scolaires
- 1995 : conseillère municipale de La Garenne-Colombes
- 1996 - 2004 : conseillère régionale d'Île-de-France
- 1999 - 2004 : députée européenne ; membre du groupe parlementaire souverainiste et eurosceptique Union pour l'Europe des nations
- 2008 : conseillère municipale d'opposition à Colombes, poste dont elle démissionne en février 2009[3].
- 2010-2015 : conseillère générale des Hauts-de-Seine dans le canton de La Garenne-Colombes
- 2014-2020 : conseillère municipale, adjoint au maire de La Garenne-Colombes
- 2015-2021 : vice-présidente du conseil départemental des Hauts-de-Seine
- À partir de 2015 : conseillère départementale des Hauts-de-Seine, élue dans le canton de Colombes-2

## Publications
- Coauteur avec Christian Gambotti, Charles Matthieu et Abdou Diouf de l'ouvrage "Géopolitique de la langue française", 2004, aux éditions François-Xavier de Guibert.